# Missa Glagolítica
A Missa Glagolítica (Mša glagolskaja em tcheco) é uma peça coral escrita por Leoš Janáček e apresentada pela primeira vez em 26 de junho de 1926 em Praga, atual República Tcheca.
Foi escrita em eslavo eclesiástico; o termo "glagolítico" refere-se ao alfabeto glagolítico, o primeiro a ser usado pelos eslavos. Janáček apoiava o pan-eslavismo, e esta missa é vista como uma celebração da cultura eslava.
A música começa e termina com fanfarras executadas predominantemente pelos metais. Há ainda muitos trechos de grande originalidade rítmica, memoráveis passagens para solistas e coro, e um solo de órgão.

## Movimentos
1. Úvod (introdução orquestral)
2. Gospodi Pomiluj (Kyrie)
3. Slava (Gloria)
4. Věruju (Credo)
5. Svet (Sanctus)
6. Agneče Božij (Agnus Dei)
7. Postludium (Solo de órgão)
8. Intrada

Sua duração é de aproximadamente 40 minutos.